# Liz Kay
Liz Kay (n. Delft, Países Bajos, 1981) es conocida como una danceartist desde el 2007, cuando su primer sencillo «When Love Becomes A Lie» llegó a las listas de éxitos.

## Biografía
Desde pequeña Liz siempre quiso cantar y entretener a la gente. A la edad de 16 años comenzó su carrera como cantante profesional. Actuó en muchos grandes eventos y se convirtió en una pequeña talentshow. Esto le inspiró a seguir cantando y tomar sus posibilidades en el negocio de la música. Cuando Liz tenía 19 años empezó a cantar clases particulares y resultó ser un artista musical real. Gracias a su gran fuerza de voluntad y entusiasmo Liz se involucró en proyectos de canto diferentes. Esto le ayudó a adquirir experiencia. 
En los últimos años, Liz Kay se ha unido a un proyecto tras otro. A través de los años Liz Kay también fue invitada para trabajar con varios Dj's en estudios de grabación. Más tarde conoció a Yanou que conectó con Liz para grabar varios temas. 
Liz: Hicimos una canción para ver si somos un buen equipo. Estaba muy emocionada ya que sé que Yanou es un gran productor. Me sentía tan natural y estabamos muy contentos con los resultados, por lo que nunca dejamos de trabajar juntos. Yanou y Manian es también una parte importante del equipo. Estoy muy orgullosa y agradecida de trabajar con ellos!
Tras When Love Becomes A Lie que llegó en el 2007, fue que la canción la introdujo en el eurodance. Pronto lanzaría su segundo sencillo Castles in the sky. La música de Liz Kay llega a países de casi todo el mundo gracias al equipo de profesionales Yanou y Manian, los productores del exitoso grupo Cascada.

## Discografía
Singles
- 2006: King Of My Castle (con Yanou)
- 2007: When Love Becomes A Lie
- 2007: You're Not Alone
- 2007: Castles In The Sky
- 2008: True Faith
- 2008: To France 2008
- 2009: You're Not Alone 2009
- 2010: To The Moon And Back

Colaboraciones
- 2010: Something About You (con R.I.O.)
- 2010: Watching You (con R.I.O.)